# تشویقیه

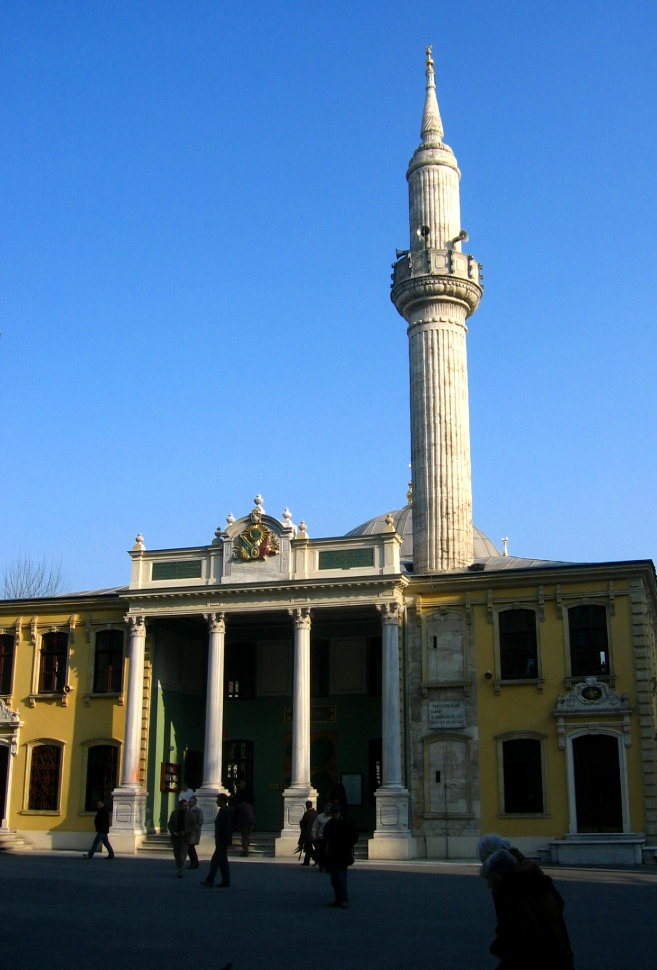
مسجد تشویقیه.

تَشویقیه (ترکی استانبولی: Teşvikiye) یکی از چهار کوی در محله نشان‌تاشی در منطقه شیشلی شهر استانبول ترکیه است. سه کوی دیگر نشان‌تاشی عبارتند از: عثمان‌بی، ماچکا و پانگ‌آلتی. برپایه سرشماری سال ۲۰۰۰، جمعیت نشویقیه در آن سال، ۱۱۵۹۸ نفر بوده‌است.
کوی تشویقیه و مرکز تاریخی آن که در نزدیکی مسجد معروف تشویقیه واقع شده یک محله اعیان‌نشین و دارای شمار زیادی کافه، فروشگاه و نمایشگاه مد و آثار هنری است. این کوی و محله همچنین میزبان بسیاری از ساختمان‌های زیبا به سبک آرت نوو است که در حدود سال‌های ۱۹۰۰ تا ۱۹۲۰ ساخته شده‌اند.
سنگ بنای یادبودی از دوره سلطان سلیم سوم عثمانی (۱۷۸۹–۱۸۰۷) در حیاط مسجد تشویقیه دیده می‌شود که نشان می‌دهد این محله در آن دوره سلیم محلی برای آموزش شکار و نشانه‌گیری بوده‌است.
اولین بنایی که تأثیر زیادی در توسعه این محله داشت مسجد تشویقیه است. این مسجد که در سال‌های ۱۷۹۵–۱۷۹۴ ساخته شد، توسط سلطان عبدالمجید در سال ۱۸۵۳–۱۸۵۴ مرمت و بازسازی شد و پس از آن سکونت اهالی بیشتر در منطقه سرعت گرفت. 